# Княжев, Виктор Иванович
Виктор Иванович Княжев (11 февраля 1921, хутор Княжево — 2 января 2002, Москва) — советский лётчик, гвардии генерал-майор авиации (1962). Участник Великой Отечественной войны.

## Биография
Виктор Иванович Княжев родился 11 февраля 1921 года в хуторе Княжево Тюменской области в крестьянской семье. Отец был председателем колхоза. В 1930 году семья переехала в Тюмень.
Ещё во время учёбы в школе Виктор Княжев прошёл курс обучения в аэроклубе на самолёте У-2. После окончания средней школы в 1940 году поступил в Омское военное авиационное училище летчиков ВВС, из которого выпустился в 1941 году в звании сержанта и получил назначение пилотом авиационного полка фронтовых бомбардировщиков Пе-2.
С 1942 по 1945 год воевал в знаменитом 1-м гвардейском бомбардировочном авиационном корпусе «пикирующих бомбардировщиков» генерал-майора Ивана Полбина. Совершил более 200 боевых вылетов с подтверждённым бомбометанием. Бомбил скопления немецких танков на Курской дуге, участвовал в штурме Берлина с воздуха. Пять сбитых самолётов противника.
Войну Княжев В. И. закончил в звании капитана в должности заместителя командира эскадрильи. Участник парада Победы на Красной площади 24 июня 1945 года.
В 1945—1947 годах был заместителем командира эскадрильи бомбардировочного полка в Центральной группе советских войск в Австрии.
С 1947 по 1952 год обучался в Краснознаменной Военно-Воздушной академии ВВС.
В 1952—1955 годах был старшим лётчиком-инспектором Управления боевой подготовки ВВС.
В 1955—1957 годах был командиром полка фронтовых бомбардировщиков Северной группы советских войск в Польше. В 1957—1959 годах — командир дивизии фронтовых бомбардировщиков Ил-28 на острове Сахалин.
С 1959 по 1961 год обучался в Военной академии Генерального штаба Вооруженных Сил СССР.
В 1961—1966 годах был командиром дивизии военно-транспортной авиации в Туле. В 1966—1968 годах — заместитель командующего ВВС Сибирского военного округа. В 1968—1969 годах — заместитель командующего Воздушной армии в Киеве.
В 1969—1970 годах был помощником командующего Военно-транспортной авиации по боевой подготовке, в 1970—1973 годах — заместителем командующего ВТА по боевой подготовке, в 1973—1976 годах — заместителем начальника штаба ВТА.
В 1976 году Княжев В. И. в звании генерал-майора авиации был уволен из Советской армии в связи с достижением предельного возраста нахождения на военной службе.
Находясь на пенсии, с 1976 по 1986 год он работал начальником отдела гражданской обороны Всероссийского Объединения Росколхозстрой. В период бурного освоения нефтяных и газовых месторождений Тюменской области, Виктор Иванович командовал транспортной авиацией ВВС. Принимал непосредственное участие в обустройстве месторождений, завозил на Север трубы и оборудование для буровиков, а после — вертолетами Ми-6 участвовал в доставке оборудования по островам севера Тюменской тундры.
Умер 2 января 2002 года в Москве.

### Семья
- Жена — Княжева Валентина Васильевна (1925—2004) — участница Великой Отечественной войны;
- Сын — Княжев Юрий Викторович (1951 г.р.) — полковник в отставке. Служил в Ракетных войсках стратегического назначения;
- Сын — Княжев Олег Викторович (1957 г.р.) — полковник в запасе. Служил в Бронетанковых войсках.

## Награды
- Пять орденов Красного Знамени (1943, 1944, 1945, 1957, 1968).
- Два ордена Отечественной войны I степени (1945, 1985).
- Два ордена Красной Звезды (1942, 1955).
- Медаль «За боевые заслуги» (1951).